# Ортис, Татьяна
Татьяна Ортис Галисиа (исп. Tatiana Ortiz Galicia; род. 12 января 1984 года) — мексиканская прыгунья в воду, призёр Олимпийских и Панамериканских игр.

## Биография
Родилась в 1984 году в Мехико. В 2007 году завоевала серебряную медаль Панамериканских игр. В 2008 году приняла участие в Олимпийских играх в Пекине, где стала обладателем бронзовой медали в синхронных прыжках с вышки (в паре с Паолой Эспиноса), а в индивидуальных прыжках с вышки была 5-й. В 2011 году вновь завоевала серебряную медаль Панамериканских игр.